# Stadshagen (tunnelbanestation)
Stadshagen är en station inom Stockholms tunnelbana i stadsdelen Stadshagen i Stockholms innerstad.
Station ligger på T-bana 3, den så kallade blå linjen, mellan Fridhemsplan och Västra skogen. Stationen ligger i berget under S:t Göransgatan mellan Kellgrensgatan och Mariedalsvägen. Stationen öppnades 31 augusti 1975 och avståndet från blå linjens ändstation Kungsträdgården i Stockholm är 3,0 kilometer. Den konstnärliga utsmyckningen är gjord av Lasse Lindqvist; sex tavlor med idrottsbilder målade på veckad plåt.
Inför tunnelbaneutbyggnaderna under 1970-talet så fungerade Stadshagens framtida stationsrum som en plats där man kunde genomföra olika experiment gällande tekniker och metoder (till exempel dränering, armering och sprutbetong) i de nya "Grottstationerna".

## Galleri

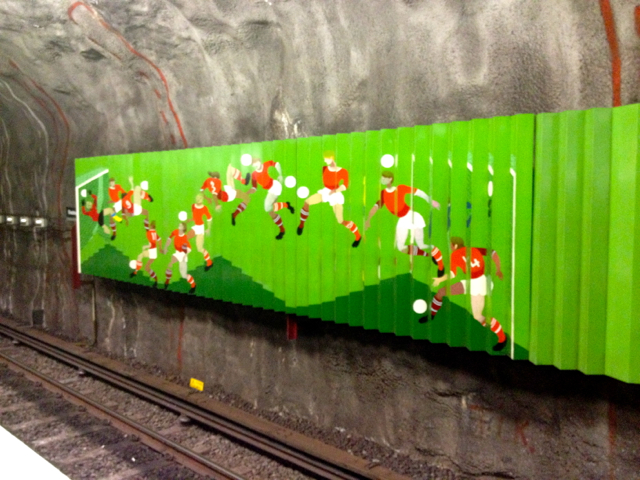
Idrottsbilder i veckad plåt pryder väggarna på stationen.
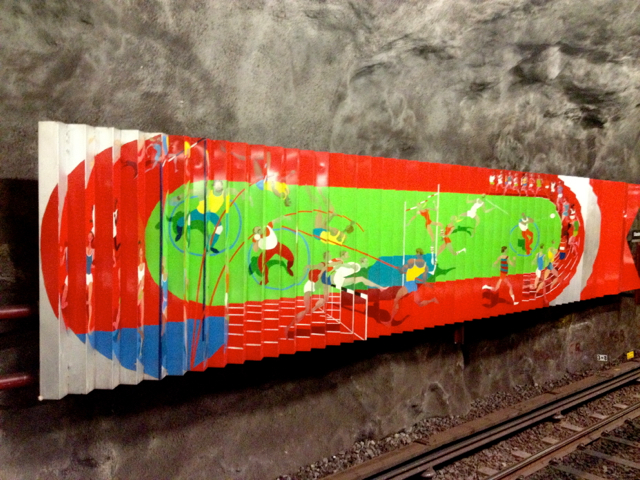
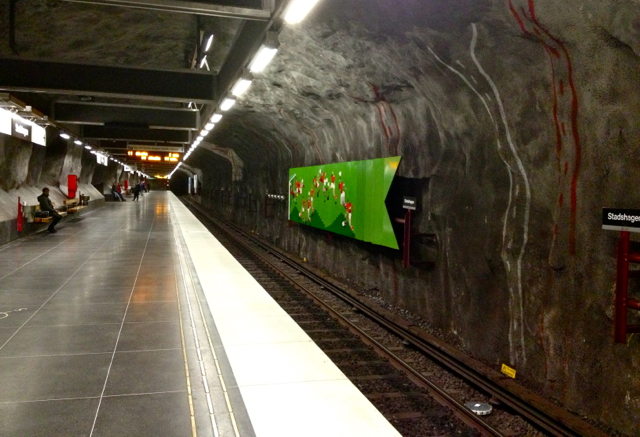
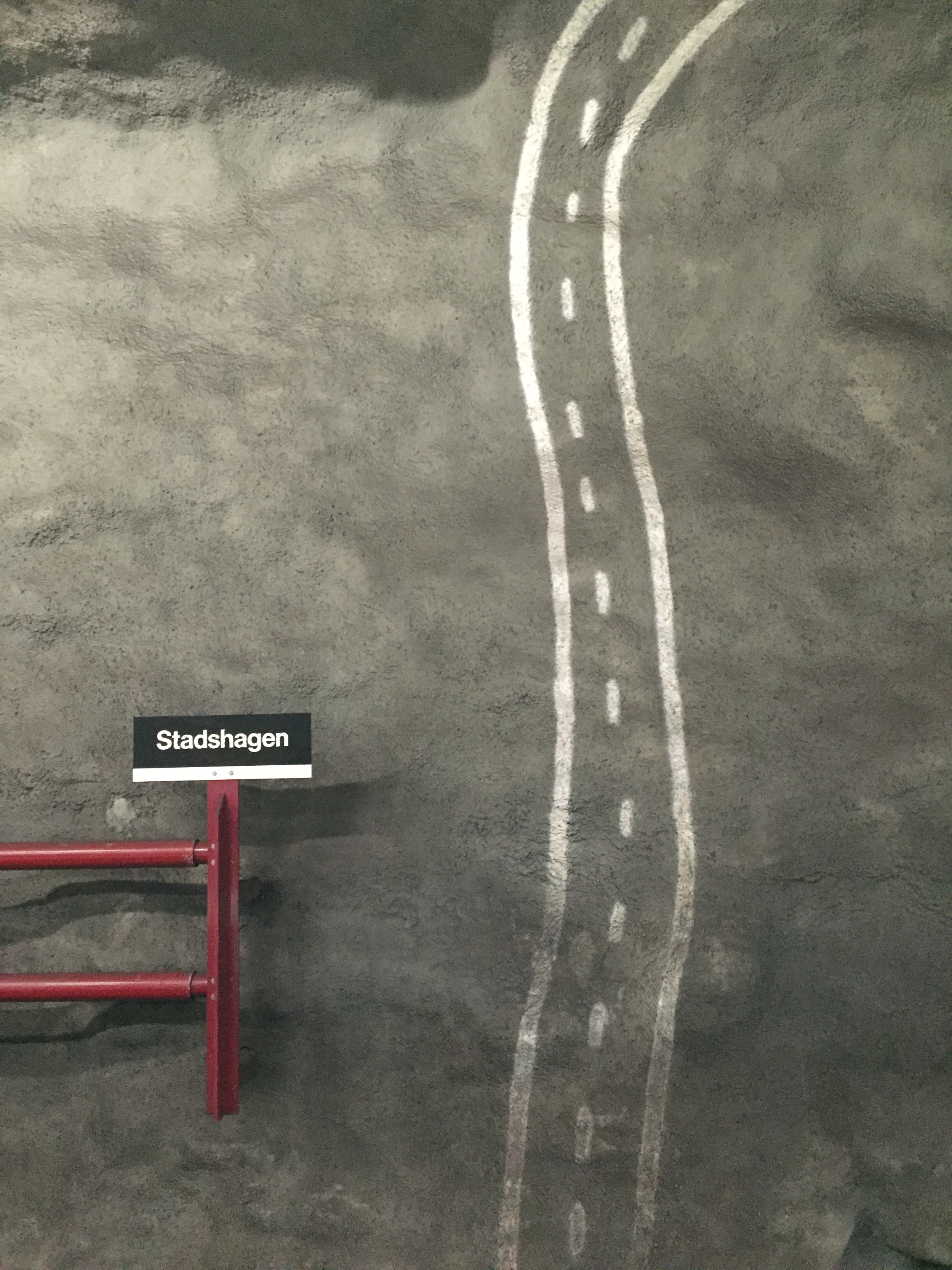
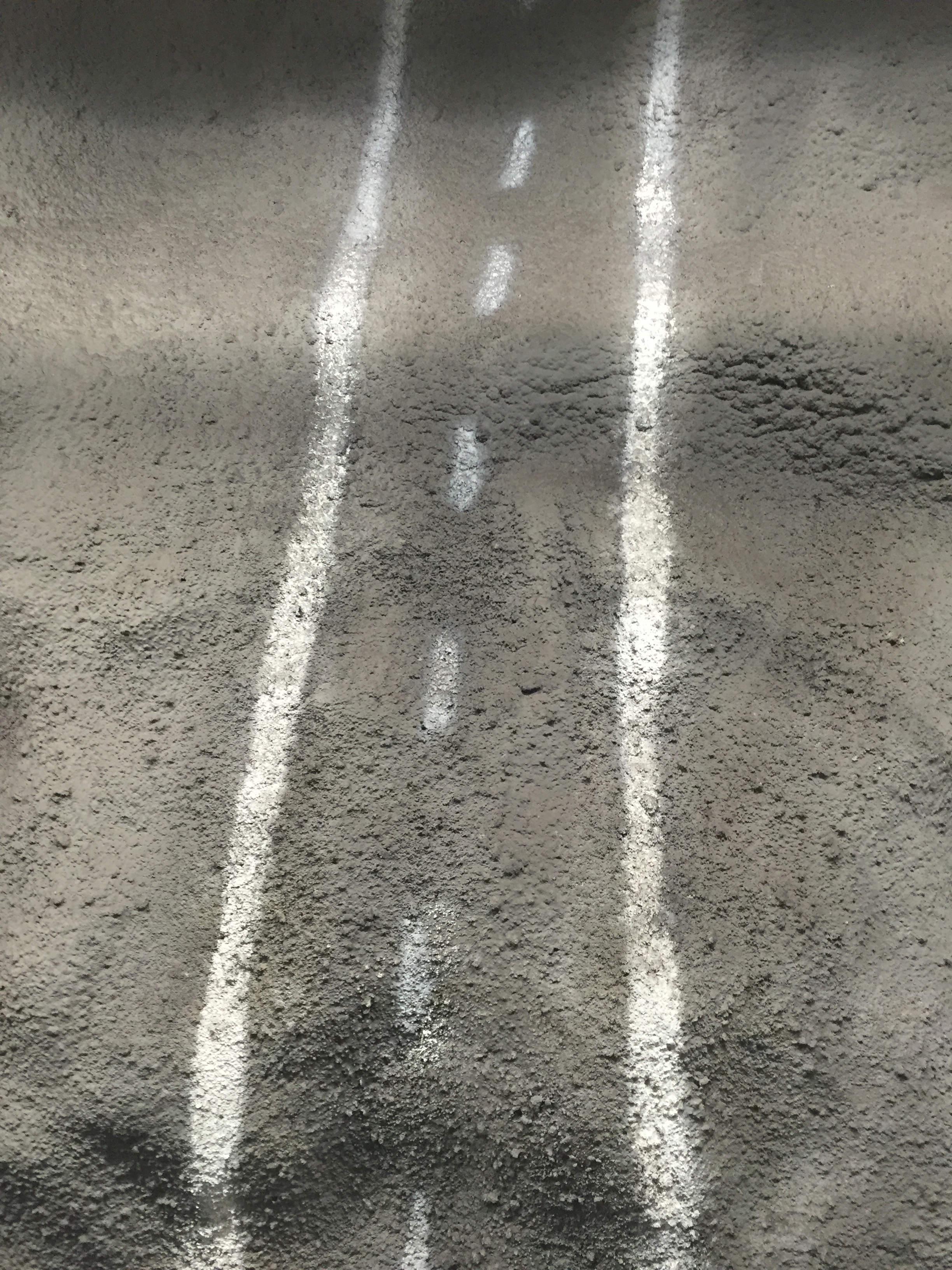